# Sjuan (fotbollsserie)
Sjuan (finska: Seiska) är den lägsta nivån (nivå 8) i det Finska Ligasystemet i fotboll. Zonvinnare  flyttas upp till Sexan. Fotboll på denna nivå spelas endast i Helsingfors distrikt.

## Zoner och Lag 2010

### Helsingfors(Helsinki)
Det finns tre zoner. I zon 1 spelar 13 och i zon 2 15 lag som möter varandra en gång.  I den tredje zonen spelar 8 lag som spelar enligt typen med möten både hemma och borta.  

#### Zon 1
| Nr  | Mest Använda Namn | Stad                     | Officiellt Lagnamn                        | Upp/nerflyttningar från 2009 |
| --- | ----------------- | ------------------------ | ----------------------------------------- | ---------------------------- |
| 1.  | Cantona           | Helsingfors              | Cantona                                   | Zon 2 2009                   |
| 2.  | Colo-Colo/DOS     | Helsingfors              | Club Colo-Colo / DOS                      | Zon 2 2009                   |
| 3.  | Canona            | Helsingfors              | Canona                                    |                              |
| 4.  | FC Elite          | Helsingfors              | FC Elite                                  |                              |
| 5.  | Dicken            | Drumsö, Helsingfors      | Drumsö Idrottskamrater                    | Zon 3 2009                   |
| 6.  | HPS/Jägers        | Helsingfors              | Helsingin Palloseura/Jägers               |                              |
| 7.  | HDS/Magnifiga     | Gumtäkt, Helsingfors     | Helsinki Diplomat Sports Club / Magnifiga | Zon 3 2009                   |
| 8.  | HöySä             | Sockenbacka, Helsingfors | Höyläämötien Sähly                        | Nytt lag                     |
| 9.  | RoU/ Naamiomiehet | Helsingfors              | RoU/ Naamiomiehet                         |                              |
| 10. | MoPo              | Helsingfors              | Jalkapalloseura Mooseksen Potku           |                              |
| 11. | Orson             | Helsingfors              | Orson                                     | Zon 2 2009                   |
| 12. | SAPA/3            | Helsingfors              | SAPA (Savannan Pallo) / 3                 | Nytt lag                     |
| 13. | Ruila             | Helsingfors              | Ruila                                     |                              |

HPS/Jägers

#### Zon 2
| Nr  | Mest Använda Namn     | Stad                                | Officiellt Lagnamn                      | Upp/nerflyttningar från 2009 |
| --- | --------------------- | ----------------------------------- | --------------------------------------- | ---------------------------- |
| 1.  | AC Balls              | Helsingfors                         | AC Balls                                | Zon 1 2009                   |
| 2.  | Arsenal/2             | Helsingfors                         | Arsenal / 2                             | Nytt lag                     |
| 3.  | Atlantis FC/SOB       | Helsingfors                         | Atlantis FC / SOB                       | Nytt lag                     |
| 4.  | Canona                | Helsingfors                         | Canona                                  |                              |
| 5.  | Dicken                | Drumsö, Helsingfors                 | Drumsö Idrottskamrater Dicken           | Section 3 in 2009            |
| 6.  | FC Hieho              | Helsingfors                         | FC Hieho                                | Nytt lag                     |
| 7.  | FC Kontu/HSP          | Gårdsbacka, Mellungsby, Helsingfors | FC Kontu / HSP                          |                              |
| 8.  | FC Pakila             | Helsingfors                         | FC Pakila                               | Degraderade från Sexan       |
| 9.  | FC POHU/LostKurd      | Norra Haga, Helsingfors             | FC Pohjois-Haagan Urheilijat / LostKurd | Nytt lag                     |
| 10. | FC Sonnit             | Helsingfors                         | FC Sonnit                               | Degraderade från Sexan       |
| 11. | HePu/FCFC             | Helsingfors                         | Helsingin Pumppu/ FCFC                  | Nytt lag                     |
| 12. | HPS/Jägers            | Helsingfors                         | Helsingin Palloseura / Jägers           | Zon 1 2009                   |
| 13. | JJ Vepo               | Jakobacka, Helsingfors              | JJ Velttopotku                          |                              |
| 14. | MPS/Atletico Akatemia | Malm, Helsingfors                   | Malmin Palloseura / Atletico Akatemia   | Nytt lag                     |
| 15. | Ruila                 | Helsingfors                         | Ruila                                   |                              |

#### Zon 3
| Nr | Mest Använda Namn   | Stad                                | Officiellt Lagnamn                       | Upp/nerflyttningar från 2009 |
| -- | ------------------- | ----------------------------------- | ---------------------------------------- | ---------------------------- |
| 1. | Dynamo              | Helsingfors                         | Dynamo                                   |                              |
| 2. | FC Kontu/3          | Gårdsbacka, Mellungsby, Helsingfors | FC Kontu/3                               | Zon 1 2009                   |
| 3. | Ellas/FC Aztecas    | Helsingfors                         | FC Ellas / Club de Futbol Aztecas        |                              |
| 4. | FC Puotila/Reservit | Botby gård, Helsingfors             | FC Puotila / Reservit                    | Nytt lag                     |
| 5. | FC Wartti/WB        | Helsingfors                         | FC Wartti / WB                           |                              |
| 6. | HuPaVeikot          | Helsingfors                         | HuPaVeikot                               | Zon 1 2009                   |
| 7. | PeTe                | Helsingfors                         | PeTe                                     | Degraderade från Sexan       |
| 8. | RoU/Naamiomiehet    | Brobacka, Helsingfors               | Roihuvuoren Urheilijat / FC Naamiomiehet | Nytt lag                     |